# Galf Flyer
Galf Flyer is een Canadees historisch merk van motorfietsen.
De Galf Flyer, die in 1920 op de markt kwam, was een bijzondere en doordachte machine, die er voor bijna hetzelfde uitzag als achter. De machine had een plaatframe dat onder het blok doorliep met een bekleding rond de luchtgekoelde viercilindermotor. Zowel voor als achter was een swingarm aan het frame geschroefd. Vanaf de bevestigingspunten liepen twee gekromde buizen omhoog: aan de voorkant naar het stuur, aan de achterkant naar het zadel. Met zowel voor- als achtervering was de machine haar tijd vooruit. Ze had bovendien asaandrijving. De productie eindigde echter al in hetzelfde jaar.